# Мохнате (потік)
Мохнате (пол. Mochnate) — гірський потік в Україні, у Самбірському районі Львівської області у Галичині. Правий доплив Сможанки, (басейн Дністра).

## Опис
Довжина потоку 5 км, найкоротша відстань між витоком і гирлом — 4,27  км, коефіцієнт звивистості потоку — 1,17 . Формується багатьма безіменними гірськими струмками. Потік тече у гірському масиві Сколівські Бескиди (зовнішня смуга Українських Карпат).

## Розташування
Бере початок на південно-західних схилах гори Магури (1013 м). Тече переважно на південний схід понад горою Бердечко (792 м) та через село Мохнате і на східній частині села Матків впадає у річку Сможанку, праву притоку Стрию.

## Цікавий факт
- У селі Матків біля гирла потоку проходить автошлях М06[3].